# Maximilian Ruef
Maximilian Ruef (* 1. November 1804 in Freiburg im Breisgau; † 13. April 1881 ebenda) war ab 1828 großherzoglicher Hofgerichtsadvokat in Freiburg.

## Jugend und Studium
Maximilian Ruef war ein Sohn des Amtmanns Ruef und Neffe des Universitätsbibliothekars Johann Kaspar Ruef. Er besuchte die Schule in Freiburg und studierte an der Universität Rechtswissenschaft. 1821 trat Rueff in die Alte Freiburger Burschenschaft ein, in der er in den folgenden Jahren die Ämter Schreiber, Kassenwart und Sprecher bekleidete. Nach dem Universitätsgesetz der Karlsbader Beschlüsse von 1819 waren Burschenschaften auf dem Gebiet des Deutschen Bundes jedoch verboten; weiter bestehende Zusammenschlüsse von Studenten existierten somit außerhalb der Legalität. 1824/25 gehörte er dem Corps Allemannia Freiburg an. Am 26. Februar 1826 wurde Ruef zusammen mit weiteren Bundesbrüdern zu sechs Wochen Festungshaft verurteilt, die er in Kislau verbüßte. Trotz dieser Vorstrafe wurde er im Frühjahr 1826 als Rechtspraktikant am Hofgericht des Oberrheinkreises in Freiburg angenommen und nach Abschluss seiner Ausbildung am 15. August 1828 dort zum Advokaten und Prokurator ernannt.

## Journalistische und politische Tätigkeit
Ruef gründete 1832 das vom Verein von Vaterlandsfreunde herausgegebene Badische Volksblatt. Nachdem er aber auch Artikel für die liberale Zeitung Der Freisinnige schrieb, überließ er 1833 einem Freunde die Redaktion des Volksblatts, welches bereits Ende 1835 das Erscheinen einstellte. 1833 wählten die Freiburger Ruef in den Gemeinderat, aus dem er bereits 1838 wegen Unvereinbarkeit mit seiner Tätigkeit als Hofgerichtsadvokat wieder ausschied. Zusammen mit Karl von Rotteck gründete Ruef 1835 die Bürgerliche Lesegesellschaft Harmonie im Haus Zur Tannen in der Grünwälderstraße, die sich als fortschrittlich bewusst von der seit 1807 in Freiburg bestehenden bürgerlichen Lesegesellschaft unterschied.

## In der Badischen Revolution
Am 29. Februar 1848 versammelten sich 800 Personen in der Harmonie, wählten einen Volksausschuss, stellten einen Katalog revolutionärer Forderungen zusammen und sandten damit eine Delegation nach Karlsruhe. Doch mit dem Fortschreiten der Badischen Revolution entwickelte sich Ruef zu einem gemäßigten konstitutionellen Liberalen und gründete zusammen mit dem Freiburger Bürgermeister Joseph von Rotteck am 18. Februar 1849 im Saal des historischen Kaufhauses den fürstentreuen Vaterländischen Verein.